# Oconee County, Georgia
Oconee County är ett administrativt område i delstaten Georgia, USA, med 32 808 invånare. Den administrativa huvudorten (county seat) är Watkinsville.

## Geografi
Enligt United States Census Bureau har countyt en total area på 482 km². 481 km² av den arean är land och 1 km² är vatten.

### Angränsande countyn
- Clarke County - nord
- Oglethorpe County - öst
- Greene County - sydost
- Morgan County - syd
- Walton County - väst
- Barrow County - nordväst